# Autoroute A 58
Die Autoroute A 58 war eine geplante Autobahn in Frankreich, die die Städte Mandelieu und La Turbie an der Autobahn 8 miteinander verbinden sollte. Im Großraum Nizza sollte damit die A 8 auf einer Strecke von etwa 56 km entlastet werden.
Die Planungen des Autobahnprojektes begannen im Jahr 1988 unter der Bezeichnung Autoroute A 8Bis. Im Jahre 1996 wurde das Projekt als Autoroute A 58 geplant und sollte unter einer Konzession realisiert werden. Aufgrund einer Änderung der Regierungsmehrheit infolge der Parlamentswahl in Frankreich 1997 wurden die Planungen im Juli 1997 eingestellt.